# (100508) 1997 AY14
(100508) 1997 AY14 es un asteroide perteneciente al cinturón de asteroides, descubierto el 13 de enero de 1997 por el equipo del Observatorio Kleť desde el Observatorio Kleť, České Budějovice, República Checa.

## Designación y nombre
Designado provisionalmente como 1997 AY14.

## Características orbitales
1997 AY14 está situado a una distancia media del Sol de 3,157 ua, pudiendo alejarse hasta 3,251 ua y acercarse hasta 3,063 ua. Su excentricidad es 0,029 y la inclinación orbital 20,76 grados. Emplea 2049,38 días en completar una órbita alrededor del Sol.

## Características físicas
La magnitud absoluta de 1997 AY14 es 14,1. Tiene 7,814 km de diámetro y su albedo se estima en 0,08.